# Funke (Familienname)
Funke ist ein Familienname, der vor allem im deutschsprachigen Raum vorkommt.

## Namensträger

### A
- Adolf Funke (1828–1901), deutscher Oberregierungsrat, Direktor der elsässisch-lothringischen Eisenbahnen
- Alex Funke (* 1944), US-amerikanischer Spezialeffekt-Experte
- Alex Funke (Pastor) (1914–2003), deutscher Geistlicher und Autor
- Alfred Funke (1869–1941), deutscher Theologe, Journalist und Schriftsteller
- Alois von Funke (1834–1911), österreichischer Politiker
- Andreas Funke (* 1972), deutscher Jurist, Rechtsphilosoph und Hochschullehrer
- Annie Funke (* 1985), US-amerikanische Schauspielerin
- Anny Funke-Schmidt (1904–1967), deutsche Bildhauerin
- Anton Funke (1894–1984), deutscher Regisseur
- Arno Funke (* 1950), deutscher Kaufhauserpresser
- August Funke (Geistlicher) (1843–1909), deutscher Priester
- August Funke (Theatergründer) (1893–1973), deutscher Theatergründer

### B
- Bernd Funke (1902–1988), deutscher Maler
- Bernhard Dietrich Funke (1799–1837), deutscher Maler
- Birge Funke (* 1974), deutsche Schauspielerin

### C
- Carl Funke (1855–1912), deutscher Unternehmer
- Carl Philipp Funke (1752–1807), deutscher Gymnasiallehrer und Schriftsteller
- Christian Funke (* 1949), deutscher Geiger
- Christiane Funke (1944–2008), deutsche Politikerin (SPD), Volkskammerabgeordnete
- Christoph Funke (1934–2016), deutscher Theaterkritiker
- Cornelia Funke (* 1958), deutsche Schriftstellerin

### E
- Else Funke (1923–1990), deutsche Sozialarbeiterin
- Ernst Funke (1926–2009), deutscher Sänger, Dirigent und Chorleiter
- Erwin Funke (1908–1999), deutscher Orchesterdirigent
- Ewald Funke (1905–1938), deutscher Widerstandskämpfer

### F
- Fabian Funke (* 1997), deutscher Politiker (SPD), MdB
- Felix Funke (1865–1932), deutscher Vizeadmiral
- Frederik Funke (* 1982), deutscher Schauspieler
- Friedrich Funke (1642–1699), deutscher Geistlicher, Kantor und Komponist, siehe Friedrich Funcke
- Friedrich Funke (Industrieller) (1854–1920), deutscher Metallurg und Industrieller
- Friedrich W. Funke (Friedrich Wilhelm Funke; 1921–2012), deutscher Ethnologe
- Fritz Funke (Industrieller) (Friedrich Funke, 1821–1884), deutscher Bauunternehmer und Politiker
- Fritz Funke (Kaufmann) (1888–1975), deutscher Kaufmann und Manager
- Fritz Funke (Radsportler) (1907–1977), deutscher Radsportler
- Fritz Funke (Buchwissenschaftler) (1920–2018), deutscher Buchwissenschaftler, Grafiker und Schriftsteller

### G
- Georg Funke (1955–2018), deutscher Bankmanager
- Georg Heinrich Funke (1841–nach 1912), deutscher Lehrer und Schriftsteller
- Gerald Funke (* 1964), deutscher Generalleutnant
- Gerhard Funke (1914–2006), deutscher Philosoph
- Guido Funke (* 1966), deutscher Bakteriologe

### H
- Hajo Funke (* 1944), deutscher Politikwissenschaftler
- Hans Funke (Fotograf) (* 1920), deutscher Fotograf und Heimatforscher
- Hans Funke (Genealoge) (1928–2005), deutscher Volkswirt und Genealoge
- Hans-Günter Funke (* 1947), deutscher Fußballspieler
- Hans-Werner Funke (* 1938), deutscher Konzertveranstalter
- Harald Funke (* 1931), deutscher Maschinenschlosser und Volkskammerabgeordneter
- Heinrich Funke (1919–2013), deutscher Heimatforscher
- Heinz Funke (1911–1993), deutscher Arzt und Politiker
- Helene Funke (1869–1957), deutsche Malerin und Grafikerin
- Hermann Funke (Schriftsteller) (1880–nach 1945), österreichischer Offizier und Schriftsteller
- Hermann Funke (Ingenieur) (1884–1970), deutscher Ingenieur, Manager und Wirtschaftswissenschaftler
- Hermann Funke (Journalist) (* 1932), deutscher Architekt und Journalist
- Hermann Funke (Altphilologe) (1938–2015), deutscher Klassischer Philologe

### J
- Jakob Funke (1901–1975), deutscher Journalist und Verleger
- Jan-Lukas Funke (* 1999), deutscher Fußballspieler
- Jaromír Funke (1896–1945), tschechischer Fotograf
- Jean-Rodrique Funke (* 1978), deutscher Artist, siehe Duo Sorellas
- Jil Funke (* 1988), deutsche Schauspielerin
- Joachim Funke (Generaldirektor) (* 1930), deutscher SED-Funktionär und Kombinatsdirektor in der DDR
- Joachim Funke (Psychologe) (* 1953), deutscher Psychologe und Hochschullehrer
- Johannes Funke (* 1969), deutscher Politiker (parteilos)
- Julia A. Schmidt-Funke (* 1976), deutsche Historikerin und Hochschullehrerin
- Jürgen Funke-Wieneke (* 1944), deutscher Sportpädagoge und Hochschullehrer

### K
- Karl Funke (Mediziner) (1865–1960), österreichischer Chirurg und Hochschullehrer
- Karl Funke-Kaiser (1900–1971), deutscher Versicherungsmanager und Kunstsammler
- Karl-Heinz Funke (Unternehmer) (1930–2013), deutscher Unternehmensgründer
- Karl-Heinz Funke (Autor) (* 1942), deutscher Jäger und Autor
- Karl-Heinz Funke (* 1946), deutscher Politiker
- Karl Philipp Funke (auch Carl Philipp Funke; 1752–1807), deutscher Gymnasiallehrer und Schriftsteller
- Kirstin Funke (* 1973), deutsche Politikerin (FDP)
- Klaus Funke (Physikochemiker) (1944–2024), deutscher Physikochemiker
- Klaus Funke (Schriftsteller) (* 1947), deutscher Schriftsteller
- Klaus Funke (Schachspieler) (* 1953), deutscher Schachspieler
- Klaus Funke (Schauspieler), deutscher Unternehmer und Schauspieler

### L
- Lars Funke (* 1972), deutscher Eisschnellläufer
- Linus Funke (1877–1961), deutscher Gewerkschafter und Politiker
- Lydia Funke (* 1982), deutsche Politikerin (AfD)

### M
- Manfred Funke (1939–2010), deutscher Politikwissenschaftler
- Margret Funke-Schmitt-Rink (geb. Margret Funke; 1946–1998), deutsche Politikerin (FDP)
- Max Funke (Autor) (1879–1943), deutscher Autor
- Max Funke (Unternehmer) (1895–1980), deutscher Unternehmer und Erfinder
- Maximilian Funke-Kaiser (* 1993), deutscher Politiker (FDP), MdB
- Michael Funke (* 1956), deutscher Ökonom und Hochschullehrer
- Monika Funke-Stern (* 1943), deutsche Filmemacherin und Autorin

### O
- Otto Funke (Mediziner) (1828–1879), deutscher Physiologe
- Otto Funke (Anglist) (1885–1973), österreichischer Anglist und Sprachwissenschaftler
- Otto Funke (Politiker) (1915–1997), deutscher Politiker (KPD, SED)

### P
- Patrick Funke (* 1990), deutscher E-Sportler
- Paul Funke (1930–2008), deutscher Metallurg und Hochschullehrer
- Peter Funke (Anglist) (1927–2023), deutscher Anglist
- Peter Funke (Historiker) (* 1950), deutscher Althistoriker

### R
- Rainer Funke (* 1940), deutscher Politiker (FDP)
- Rainer Funke (Designtheoretiker) (* 1957), deutscher Designtheoretiker
- Rigobert Funke-Elbstadt (1891–1960), Direktor des Salzburg Museums
- Robert Funke (1825–1909), österreichischer Arzt
- Rolf Funke (1910–1988), deutscher Spielzeughersteller
- Rudolf Funke (Großgrundbesitzer) (Rodolfo Funke; 1852–1938), deutscher Chemiker, Großgrundbesitzer in Argentinien und Stiftungsgründer
- Rudolf Funke (Fabrikant) (1884–1967), deutscher Zahnbohrerfabrikant, seit 1947 in Kanada
- Rudolf Ludwig Hermann Funke (1863–??), deutscher Jurist und Brauereidirektor

### S
- Sabine Funke (* 1955), deutsche Künstlerin
- Sascha Funke (* 1977), deutscher DJ und Musikproduzent

### T
- Theodor Funke (1920–1987), deutscher Architekt
- Thomas Funke (* 1960), deutscher Fußballspieler
- Timm Funke (* 1975), deutscher Stabhochspringer
- Tobias Funke (* 1982), Schweizer Koch

### U
- Uli Funke (* 1969), deutscher Radiojournalist
- Ursula Funke (1939–2020), deutsche Wirtschaftswissenschaftlerin, Hochschullehrerin und Politikerin

### W
- Walter von Funke (1832–1900), deutscher Agrarwissenschaftler
- Walter Funke (Jurist) (1835–?), deutscher Jurist
- Walter Funke (Boxer) (1903–?), deutscher Boxer
- Werner Funke (Chemiker) (1928–2020), deutscher Chemiker und Hochschullehrer
- Werner Funke (1931–2021), deutscher Zoologe
- Wilhelm Funke (1947–2000), deutscher Jurist
- Willi Funke (* 1937), deutscher Radrennfahrer
- Wolfgang Funke (1937–2009), deutscher Schriftsteller